# Tux

Tux, linh vật của Hạt nhân Linux, được tạo bởi Larry Ewing

Bản vẽ mới của Tux

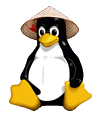
Việtux, "cháu" của Tux đội nón lá

Tux, biểu tượng chính thức của nhân Linux được Larry Ewing tạo ra vào năm 1996, là một con chim cánh cụt mũm mĩm dễ thương trông có nét hài lòng, thoả mãn. Ý tưởng về biểu tượng chim cánh cụt cho Linux do Linus Torvalds, cha đẻ của nhân Linux, đưa ra.
Tux đã được thiết kế trong một cuộc thi về logo của Linux, các ảnh dự thi có thể tìm thấy ở đây Lưu trữ ngày 6 tháng 7 năm 2006 tại Wayback Machine. Biểu tượng đoạt giải được Larry Ewing vẽ bằng GIMP (gói phần mềm đồ hoạ miễn phí) và đã được ông phát hành với điều kiện sau đây:
Mọi người được quyền sử dụng hoặc thay đổi bức ảnh này nếu thừa nhận tôi lewing@isc.tamu.edu và The GIMP khi được hỏi.
Theo Jeff Ayers, Linus Tovalds đã "ấn định một chú chim cánh cụt mũm mĩm, không biết bay" và ông nói là đã mắc "bệnh viêm từ chim cánh cụt" ("penguinitis") sau khi bị một con chim cánh cụt mổ: "Bệnh viêm từ chim cánh cụt khiến bạn mất ngủ nhiều đêm chỉ nghĩ về chúng và cảm thấy yêu chúng vô cùng." Tất nhiên đây chỉ là một chuyện đùa nhưng quả thật là ông đã bị một con chim cánh cụt nhỏ mổ trong một chuyến đi tới Canberra, Úc.. Torvalds muốn tìm một hình ảnh thân thiện và vui vẻ gắn liền với Linux và một chú chim cánh cụt đang ngồi sau khi ăn uống no nê có vẻ là phù hợp.